# 圣罗芒莱梅勒
圣罗芒莱梅勒（法語：Saint-Romans-lès-Melle，法語發音：[sɛ̃ ʁɔmɑ̃ lɛ mɛl]，意为“梅勒附近的圣罗芒”）是法国德塞夫勒省的一个市镇，属于尼奥尔区。

## 地理
圣罗芒莱梅勒（46°12'30"N, 0°11'27"W）面积8.91 平方千米，位于法国新阿基坦大区德塞夫勒省，该省份为法国西部内陆省份，北起曼恩-卢瓦尔省，西接旺代省，南至夏朗德省和滨海夏朗德省，东临维埃纳省。
与圣罗芒莱梅勒接壤的市镇（或旧市镇、城区）包括：贝勒河畔塞勒、佩里涅、梅勒。

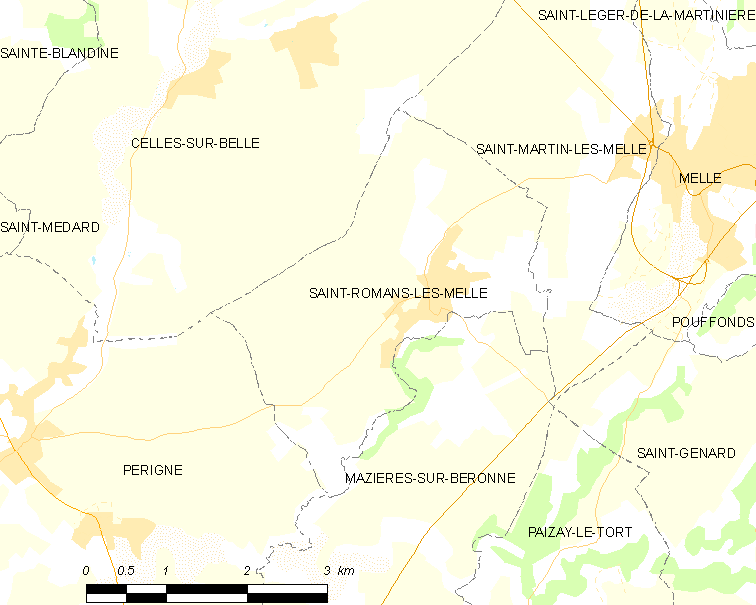
圣罗芒莱梅勒的OSM定位图

圣罗芒莱梅勒的时区为UTC+01:00、UTC+02:00（夏令时）。

## 行政
圣罗芒莱梅勒的邮政编码为79500，INSEE市镇编码为79295。

## 政治
圣罗芒莱梅勒所属的省级选区为梅勒县。

## 人口

1962-2008年间圣罗芒莱梅勒人口变化图示

圣罗芒莱梅勒于2022年1月1日时的人口数量为720人。